# Адміністративний поділ Норвегії
Адміністративний поділ Норвегії — ієрархічна система поділу території Норвегії на окремі ділянки з метою організації державного управління. Крім юридичної системи адміністративного поділу існує традиційна, яка часто використовується в побуті та літературі.
Норвегія складається з 5 основних неофіційних регіонів, 15 фюльке (районів), 356 комуни. Столиця Осло є і фюльке і комуною одночасно.

## Фюльке

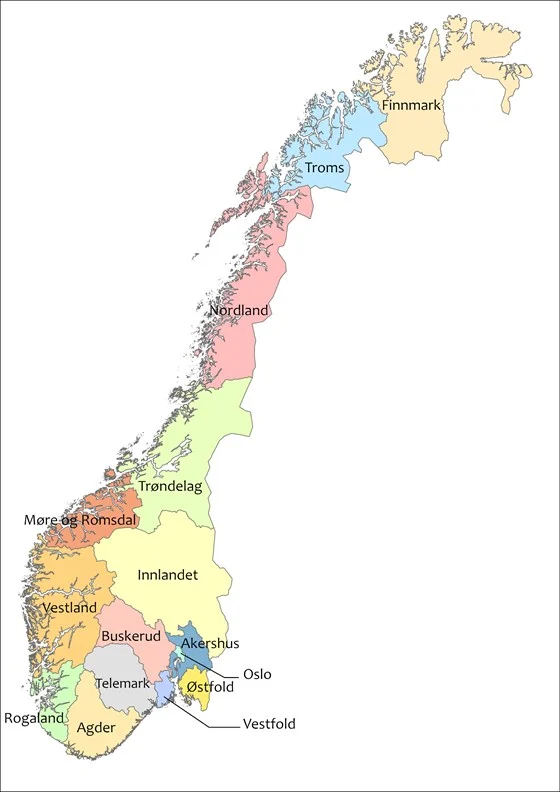
15 фюльке 2024 Норвегії та 2 території (Шпіцберген і Ян-Маєн)

Норвегія, станом на 1 січня 2024 року, складалася з 15 фюльке (районів). 
- Фюльке Гедмарк і Оппланн утворили новий фюльке Іннланнет,
- Еуст-Агдер та Вест-Агдер — Агдер,
- Гордаланн та Согн-ог-Ф'юране — Вестланн,
- Вестфолл і Телемарк — Вестфолл-ог-Телемарк,
- Акерсгус, Бускерюд і Естфолл — Вікен,
- Трумс і Фіннмарк — Трумс-ог-Фіннмарк.

Проте з 1 січня 2024 року після рішення Стортингу від 14 червня 2022 року стало 15 фюльке. Три з нещодавно об’єднаних округів (Вестфолл-ог-Телемарк, Вікен і Трумс-ог-Фіннмарк) розпалися та замінені округами, що були раніше, хоч і з незначними змінами. У всіх трьох округах під час і після злиття у 2020 році спостерігалася критика з боку населення, що й сприяло рішенню скасувати частину адміністративної реформи 2020 року. 
Решта нових фюльке (Агдер, Іннланнет та Вестланн) залишаться. 
| ISO | Герб | Фюльке                            | Адміністративний центр      | Регіон    | Площа (км²) | Населення (2016 рік) | Густота (осіб на км²) | Комуни | Вебсайт                                        |
| --- | ---- | --------------------------------- | --------------------------- | --------- | ----------- | -------------------- | --------------------- | ------ | ---------------------------------------------- |
| 01  |      | Естфолл (Østfold)                 | Сарпсборг (Sarpsborg)       | Естланн   | 4,180,70    | 290,412              | 69,5                  | 18     | [недоступне посилання з червня 2019]           |
| 02  |      | Акерсгус (Akershus)               | Осло (Oslo)                 | Естланн   | 4,917,94    | 596,704              | 121,3                 | 22     | [Архівовано 28 грудня 2019 у Wayback Machine.] |
| 03  |      | Осло (Oslo)                       | Осло (Oslo)                 | Естланн   | 454,07      | 660,987              | 1455,7                | 1      |                                                |
| 06  |      | Бускерюд (Buskerud)               | Драммен (Drammen)           | Естланн   | 14,910,94   | 278,028              | 18,6                  | 21     | [Архівовано 27 травня 2016 у Wayback Machine.] |
| 07  |      | Вестфолл (Vestfold)               | Тенсберг (Tønsberg)         | Естланн   | 2,225,08    | 245,160              | 110,2                 | 9      | [Архівовано 12 травня 2006 у Wayback Machine.] |
| 08  |      | Телемарк (Telemark)               | Шієн (Skien)                | Естланн   | 15,296,34   | 172,527              | 11,3                  | 18     | [Архівовано 4 травня 2016 у Wayback Machine.]  |
| 11  |      | Ругаланн (Rogaland)               | Ставангер (Stavanger)       | Вестланн  | 9,375,97    | 470,907              | 50,2                  | 26     | [Архівовано 30 грудня 2019 у Wayback Machine.] |
| 15  |      | Мере-ог-Ромсдал (Møre og Romsdal) | Молде (Molde)               | Вестланн  | 15,101,39   | 265,181              | 17,5                  | 36     | [Архівовано 22 липня 2020 у Wayback Machine.]  |
| 18  |      | Нурланн (Nordland)                | Буде (Bodø)                 | Нур-Норге | 38,482,39   | 241,948              | 6,3                   | 44     | [Архівовано 18 січня 2022 у Wayback Machine.]  |
| 34  |      | Іннланнет (Innlandet)             | Ліллегаммер (Lillehammer)   | Естланн   | 52,113      | 370,603              | 7,5                   | 46     |                                                |
| 42  |      | Агдер (Agder)                     | Крістіансанн (Kristiansand) | Серланн   | 16,433      | 308,843              | 20,6                  | 25     |                                                |
| 46  |      | Вестланн (Vestland)               | Берген (Bergen)             | Вестланн  | 33,871      | 638,821              | 20                    | 43     |                                                |
| 50  |      | Тренделаг (Trøndelag)             | Стейнх'єр (Steinkjer)       | Тренделаг | 41,254,29   | 450,496              | 10,9                  | 47     | [Архівовано 15 грудня 2017 у Wayback Machine.] |
| 19  |      | Трумс (Troms)                     | Трумсе (Tromsø)             | Нур-Норге | 25,862,91   | 164,613              | 6,4                   | 24     | [Архівовано 11 червня 2016 у Wayback Machine.] |
| 20  |      | Фіннмарк (Finnmark)               | Вадсе (Vadsø)               | Нур-Норге | 48,631,04   | 75,886               | 1,5                   | 19     | [Архівовано 27 грудня 2019 у Wayback Machine.] |

## Комуни
Кожна фюльке поділяється своєю чергою на кількадесят комун. Загальне число комун Норвегії — 422.

## Неформальний розподіл

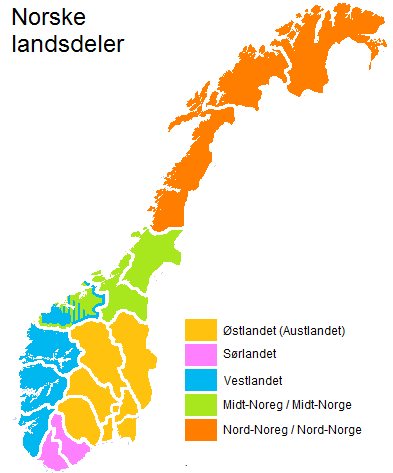
Регіони Норвегії та фюльке, що до них відносяться

### Регіони
У Норвегії зазвичай розрізняють п'ять регіонів (норв. landsdel), кожен з них є в першу чергу історичним регіоном з одною говіркою та звичаями: Нур-Норге, Тренделаг, Вестланн, Серланн і Естланн. У регіонів нема офіційного статусу, але ними користуються деякі публічні організації, наприклад дорожні служби та медичні заклади.

### Райони
Норвегія має історичний розподіл на райони норв. distrikt. Багато з цих районів корнями уходять у далеке минуле, часто вони лиш частково збігаються із сучасними адмінкордонами. Зазвичай кордони визначаються географічними особливостями (долини, річки, гірські хребти, фйорди, рівнини, узбережжя, або щось із цього разом). Значна кількість таких регіонів до доби вікінгів були дрібними князівствами.

## Історичні паралелі
Назва основної адміністративно-територіальної одиниці Норвегії — фюльке етимологічно й семантично споріднена з назвою головної адміністративно-територіальної одиниці України часів Козацької держави — полк (пор.: укр. полк, пол. pułk, серб. пук, староцерк.-слов. плъкъ, д.-рус. пълкъ — хорв. pukovnija «полк» і хорв. puk «люд, народ, населення» — англ. folk «народ, (просто) люд», нім. Volk «народ», норв. folk «народ» і норв. fylke «округ»).

## Інші території
Інші території Норвегії в число фюльке не входять і на комуни не розділяються. Архіпелаг Шпіцберген (Свальбард) з адміністративним центром в Лонг'їрі, а також острів Ян-Маєн є володіннями Норвегії. Управління островом Ян-Маєн здійснює адміністрація Нурланна. Острів Буве є залежною територією Норвегії. Острів Петра I і Земля Королеви Мод в Антарктиді, територіальні претензії на які пред'являє Норвегія, також відносяться нею до числа своїх залежних територій.